# 卡伦·巴兹利
卡伦·巴兹利（英語：Karen Bardsley，1984年10月14日—），英国女子足球运动员，场上位置是守门员。她曾代表英格兰参加2011年、2015年和2019年国际足联女子世界杯，其中2015年世界杯获得季军。